# واتارو أوتا
واتارو أوتا (باليابانية: 太田 渉) (14 مارس 1981 في أوساكا في اليابان – )؛ هو لاعب كرة قدم ياباني سابق كان يلعب كحارس مرمى.

## وصلات خارجية
- واتارو أوتا على موقع رابطة كرة القدم اليابانية للمحترفين (اليابانية)